# Falke 912
Santiago Aguilar Cardozo (Paysandú; 9 de diciembre de 1998) conocido artísticamente como Falke 912 es un cantante, compositor y rapero uruguayo.

## Trayectoria musical
En 2018, había lanzado tres sencillos bajo el seudónimo de Santi Aguilar, sin embargo, no sería hasta el 21 de agosto de 2020 debutó musicalmente como Falke 912 con «Salgo por eso», sencillo que superó el millón de visualizaciones en YouTube. Ese año firmaría con el sello musical Anestesia Music y lanzaría tres sencillos más que le darían reconocimiento estos fueron: «Por los míos», «La NASA» y «I'm sad».
En 2021 sus primeros sencillos fueron Nat Geo y Baileys, que superaron las 10 y 7 millones de reproducciones respectivamente.15 de julio de 2021 lanzó el remix de «Nat Geo» junto a Lit Killah y Bhavi que superó las 400 mil reproducciones en doce horas y debutó en las listas de Uruguay, Argentina y Paraguay como puesto 53, 64 y 161 respectivamente. También colaboró con Lil Troca en «Polaris». Unos meses más tarde publicaría «Bonita» junto a Luck Ra y «África» en solitario, que serían uno de sus últimos sencillos hasta tener problemas con su sello discográfico que lo llevarían a dejar de hacer música por dos años. En 2022, lanzó «Dripeando» junto a Polimá Westcoast y continuo presentándose en conciertos como el Lollapalooza Argentina 2022 o shows en solitario en Tecnópolis o Teatro Broadway e incluso siendo telonero de Duki, sin embargo, lo que deparo de ese año y el siguiente no publicó canciones. Su última aparición de ese año fue el 15 de marzo en «Otra noche» de Yubeili junto a Maikel Delacalle.
En 2024, retomó con los sencillos «Dakar» y «El ingreso», anunciado su primer álbum de estudio Flow Canoa. El álbum finalmente se estrenó el 11 de julio, contando con siete sencillos y las colaboraciones de Mesita, 44Kid, Israel B, Midel, Knak y Davus. El disco fue presentado esa misma noche en Niceto Club.

## Discografía

### Álbumes de estudio
- Flow Canoa (2024)

### Sencillos
| Año  | Título                                   | Álbum              |
| ---- | ---------------------------------------- | ------------------ |
| 2020 | «Salgo por eso»                          | Sencillo sin álbum |
| 2020 | «Por los míos»                           | Sencillo sin álbum |
| 2020 | «La NASA»                                | Sencillo sin álbum |
| 2020 | «I'm sad»                                | Sencillo sin álbum |
| 2021 | «Nat Geo»                                | Sencillo sin álbum |
| 2021 | «Baileys»                                | Sencillo sin álbum |
| 2021 | «La visión»                              | Sencillo sin álbum |
| 2021 | «Nat Geo Remix» (con Lit Killah y Bhavi) | Sencillo sin álbum |
| 2021 | «Bonita» (con Luck Ra)                   | Sencillo sin álbum |
| 2021 | «África»                                 | Sencillo sin álbum |
| 2021 | «Un lío»                                 | Sencillo sin álbum |
| 2022 | «Dripeando» (con Polimá Westcoast)       | Sencillo sin álbum |
| 2024 | «Dakar»                                  | Flow canoa         |
| 2024 | «El ingreso»                             | Flow canoa         |
| 2024 | «Del Piero» (con Mesita y 44KID)         | Flow canoa         |
| 2024 | «Buscando»                               | Flow canoa         |
| 2024 | «Prisión» (con Israel B)                 | Flow canoa         |
| 2024 | «Los Fa» (con Midel, Knak y Davus)       | Flow canoa         |
| 2024 | «Me ven entrar»                          | Flow canoa         |